# Bayfield River
Der Bayfield River ist ein Fluss im Südwesten der kanadischen Provinz Ontario, der in Bayfield in den Huronsee mündet. Der Zusammenfluss des Cooke Drain und des Liffey Ditch nordöstlich von Dublin in der Gemeinde West Perth bildet den Bayfield River. Seit 2011 haben die Bürger vor Ort einen Wassereinzugsgebietsplan zum Schutz und zur Verbesserung des Bayfield River ausgearbeitet und umgesetzt. Dieser Plan ist einer von fünf Plänen die zur Verbesserung des Wasserqualität des Huronsee beitragen.
Der Fluss und der Ort wurden nach Henry Bayfield benannt, der diese Gegend im frühen 19. Jahrhundert erforscht hat.